# Герб комуни Бурленге
Герб комуни Бурленге (швед. Borlänge kommunvapen) — символ шведської адміністративно-територіальної одиниці місцевого самоврядування комуни Бурленге.

## Історія
Герб було розроблено для ландскомуни Домнарвет 1938 року. Для торговельного містечка (чепінга) Бурленге в 1942 році розроблено інший герб. Однак коли Бурленге отримало міські права, то від 1944 року місто взято герб ландскомуни Домнарвет, який і отримав тоді ж королівське затвердження.   
Після адміністративно-територіальної реформи, проведеної в Швеції на початку 1970-х років, муніципальні герби стали використовуватися лишень комунами. Цей герб був перебраний для нової комуни Бурленге.
Герб комуни офіційно зареєстровано 1978 року.

## Опис (блазон)
Щит скошений срібним хвилястим перев'язом ліворуч, у верхньому синьому полі — срібний алхімічний знак заліза, у нижньому червоному полі — така ж сокира.

## Зміст
Хвиляста смуга означає річку Далельвен. Алхімічний знак символізує видобуток заліза. Сокира уособлює лісове господарство.    